# Іспанське завоювання Петену

Військові кампанії іспанців до Петену

Іспанське завоювання Петену — походи іспанських конкістадорів з 1618 до 1698 року з метою підкорення мая, що мешкали в регіоні Петен. Результатом було знищення останніх незалежних держав мая, приєднання їхніх земель до колоніальних володінь королівства Іспанії в Месоамериці.

## Мая Петену
Цей регіон в класичну добу був одним з важливіших центрів цивілізації мая. Тут існували величні міста, що були столиця потужних держав. Втім під час кризи класичного періоду у IX—Х ст. міста мая занепадають і гинуть. Населення цих областей, що різко скоротилося після воєн і негараздів, не змогло згодом відродити колишню славу пишних маянських столиць I тисячоліття н. е. — Паленке, Яшчілана, Тікаля, Копана. Водночас привнесена у 1520 році епідемія віспи спричинила нові демографічні втрати мая Петену.
До моменту появи європейців на території регіону Петен існували дві великі держави мая: Акалан зі столицею Іцамканак (племені мая-чонталь) і Петен-Іца (навколо однойменного озера) зі столицею Таясаль (племені мая-іца). Перші контролювали південно-західний Петен, Таясаль володарював здебільшого у Центральному Петені.
Таясаль було засновано племен іца, яке відповідно до кодексів мая та іспанських хронік, пересилилося сюди ще в XII—XIII століттях, після падіння у 1194 році Чичен-іци сюди втік її халач-вінік — Чак-Шиб-Чаак. «Поселившись в цих місцях, — пише іспанська літописець Хуан де Вільягутьерре Сотомайор, — іци зміцнилися на островах і лагунах, серед інших племен, варварських і диких, хоча жодне з них не було настільки сильним і могутнім, як вони». Згодом іцам вдалося створити тут велику і могутню державу, якою правила династія Канек (Aх-Кан-Eк'). Столиця мая-іцев Таясаль (або Нохпетен) перебувала від найближчих іспанських колоній на відстані 300 (місто Гватемала) і 480 км (Мерида на Юкатані).
На схід від Таясаля мешкали племена мая-ковох, що займали місцини біля озер Яшха, Сакнаб, Маканче, Салпетен. Останні були ворожі до мая-іца. Сусідами ковох були менші могутні племена мая — ч'ол (лакандон і манче), чінаміта, ікайче, мопан (усі вони розташовувалися у Південному Петені).
Третьою за потугою була держава мая-ялаїн, столицею яких було поселення Тіпу, володіння тягнулися до земель сучасного Белізу. У XVII ст. столицю ялаїн було перенесено на узбережжя озера Маканче. Вони були союзниками іца і ворогами ковох. Потужне плем'я мая-кехаче розташовувалася північніше озера Петен-Іца. Їх західним сусідом була держава Акалан.

## Передумови
Вперше в ці райони потрапив Ернан Кортес у 1525 році під час своєї експедиції до Гондурасу, де повстав про нього один з конкістадорів — Кристобаль де Олід. Зрештою провідник-індіанець привів загін іспанців до озера Петен-Іца. Внаслідок нестачі харчів та виснаження вояків Кортес вимушений був вести мирні перемовини з правителем Пете-Іци. Останній надав харчів та провідників до Гондурасу. При відході Кортес попрохав Канеко подбати про його коня Морсільо, що сильно поранила собі ногу під час маршу по лісовій гущавині Петену. Конкістадор обіцяв після закінчення походу надіслати людей за своїм конем. Канек прийняв дивовижну для нього тварину зі змішаним почуттям благоговіння і страху, що не сховалося від уважного погляду Кортеса. Коня сприйняли за бога, якого годували пташиним м'ясом і фруктам, внаслідок чого той сконав. Тоді за наказом правителя було зроблено копію коня з каменю, якому поклонялися як богу грому Цимінчаку.
У 1528—1547 роках після запеклих походів були підкорені й значною мірою знищені мая Юкатану. Деякий час було витрачено на зміцнення становища іспанців на підкорених землях.
Водночас мирним шляхом приєднано до віце-королівства Нова Іспанія державу мая Акалан. Тут значною мірою досягли успіхів католицькі місіонери. Для зручності християнізації місцевого населення у 1557 році ченці умовили індіанців залишити свою колишню столицю Іцамканак і переселитися на нове місце, ближче до узбережжя, в Тішчель. В підсумки, іспанцям з невеликими зусиллями вдалося загарбати Західний Петен.
У 1596 році розпочалися спроби християнізація мая Південного Петену, зокрема племен манче ч'оль та мопан. Водночас сюди час від часу стали переміщатися мая-кекчі, що тікали від іспанського гноблення.
У 1618 році сюди відправлено францисканців Бартоломе де Фуенсалиду і Хуана де Орбіту з метою навернення мая Таясалю у католицьку віру. Втім не зважаючи на їхнє красномовство успіху не було досягнуто. Після цього розпочато підготовку до збройного підкорення мая-іца.

## Походи конкістадорів

### Походи 1622—1624 років
Підготовка до наступу на останні незалежні міста мая почалася наприкінці 1610-х років. У 1622 році Дієго де Карденас, губернатор Юкатана, відправив для завоювання Таясалю військову експедицію з 20 іспанців та 140 індіанців на чолі з Франсіско де Міронесом. Втім, вона лише дійшла до містечка Сакалум. З огляду на жорстокості конкістадорів, мая відступали в джунглі, звідки вели запеклу партизанську війну. 2 лютого 1624 року, скориставшись перебуванням більшості іспанців на святковій мессі, мая на чолі із вождем Aх-K'iн-П'олом раптово атакували Сакалум, знищивши усіх конкістадорів. Втім через декілька місяців іспанцям вдалося вистежити Aх-K'iн-П'ола, захопити в полон, а потім стратити.
Втім протягом майже 70 років іспанці не потикалися в ці краї. Населення на островах озера Петен-Іца і в навколишніх лісах продовжувало швидко зростати за рахунок припливу втікачів індіанців з іспанських маєтків Юкатана. Навіть мирні мая з Тіпу та інших прикордонних з іцами селищ, які раніше прийняли християнство, незабаром розірвали з новою релігією і повернулися до своїх звичних поганських богів.

### Підкорення Південного Петену
Більш активно й вдало просувалося підкорення південної частини регіону. Основу було закладено в часи походів Педро де Альварадо. Крім того, неподалік проходив важливий шлях, що поєднував віце-королівства Нова Іспанія з іспанськими володіннями у Центральній Америці. Використовуючи протиріччя між племенами мая, конкістадорам до 1620 року вдалось змусити племена Південного Петену визнати зверхність короля Іспанії. В цьому значну роль відіграли проповіді доміціканських ченців-місіонерів на чолі із Алехо де Монтесом.
У 1628 році тут встановлено було владу іспанської колоніальної адміністрації. Головою над племенами манче ч'оль та мопан поставлено домініканського ченця Франсіско Морана (приіора міста Кобан), який підпорядковувався губернатору Верапаса. Моран став проводити політику посилення військової присутності в цих місцях, що викликало невдоволення мая. До повстання останніх також спровокували іца, що здійснювали походи сюди. Зрештою у 1633 році вибухнуло потужне повстання, яке з зусиллями вдалось того ж року придушити.
Після цього рішенням колоніальної владу манче ч'оль було виселено з важкодоступних районів й переселено ближче до атлантичного узбережжя. У 1699 році така ж акція здійснена відносно мая-мопан — з джунглів їх поселення перенесли у рівнині землі.

### Підкорення Центрального Петену
Посилення могутності іца викликало глибоке занепокоєння у представників католицької церкви і колоніальної влади. Незалежні погани-мая підривали престиж іспанської корони і представляли собою загрозу іспанським поселенням на півночі (Юкатан) і на півдні (Гватемала). Крім того, в водах Карибського моря(сучасний Беліз), з'явилися англійські пірати, які могли використовувати ненависть мая до конкістадорів в своїх цілях, як це було зроблено з індіанцями-москіто на атлантичному узбережжі Нікарагуа і Гондурасу.
1689 року Рада Індій санкціонувала завоювання іцев. Для цієї мети було вирішено побудувати якісну дорогу між портом Кампече (на Юкатані) і Гватемалою і привести по ній збройні загони з півночі і півдня. За кілька років дорога була закінчена, і в 1694 році в похід на Таясаль рушили іспанські війська одночасно з Юкатана і Гватемали. Юкатанський загін був незабаром атакований індіанцями-кехаче і відмовився йти далі без значних підкріплень. На півдні воїни іцев зуміли на дальніх підступах до своїх володінь знищити 49 іспанських солдатів і 36 індіанських лучників. Початок сезону дощів остаточно перекреслило всі плани іспанців.
Губернатор Юкатана — Мартін де Урсуа-і-Арісменді (з 1692 року) — вирішив назавжди покінчити з непокірними мешканцями Таясаля і приєднати до володінь іспанської корони останню незалежну державу мая.
Протягом 1695 року остаточно підкорено мая-кехаче. У січні 1696 році було відправлено Педро де Субійара з загоном у 60 іспанців та близько 200 індіанців, який повинен був зненацька захопити Таясаль. Втім цей план не вдався, а Субійара зазнав поразки.
Розуміючи, що головна перевага іцев полягає в розташуванні їх столиці, оточеній з усіх боків водами озера, і наявності безлічі бойових човнів, здатних зустріти ворога в будь-якій точці узбережжя, Мартін де Урсуа вирішив збудувати флот. Губернатор наказав доставити на береги озера Петен-Іца матеріали, спорядження і оснащення, необхідні для будівництва великих весільних суден. Весь цей вантаж перенесли на своїх спинах носильники-індіанці. Обоз супроводжували іспанські солдати, а також теслі і корабельні майстри. Водночас іспанці зуміли перетягнути на свій бік давніх союзників іца — мая-ялаїн. Останні вважали, що співпраця з конкістадорами забезпечить їм внутрішню самостійність.
24 січня 1697 року Урсуа з військом у 235 іспанських солдатів вийшов з Кампече і рушив на південний схід. 1 березня іспанська армія в повному складі влаштувалася на березі озера Петен-Іца, звівши для безпеки укріплений табір. У лічені дні були спущені на воду велика галера і кілька човнів для десанту.
10 березня від пристані Таясаль до іспанського табору попрямувало безліч човнів. На першій з них майорів білий прапор. Верховний жрець мая-іцев і кілька вищих сановників від імені правителя запропонували іспанцям мир і дружбу. Мартін де Урсуа прийняв їх самим привітним чином і передав Канеку запрошення зустрітися на березі озера через два дні для подальших перемовин. Посли отримали щедрі подарунки — сокири, ножі, скляні намиста, сережки, шовкові стрічки і, задоволені, пішли. Конкістадори вирішили, що іци готові без кровопролиття, мирно підкоритися їм. Втім у призначений час ніхто не з'явився. Натомість проти іспанців вирушив флот іца, з суходолу табів конкістадорів атакували війська Таясаля. Втім настання темряви перервало битву.
13 березня після нетривалої сутички іспанці розсіяли загони мая, які насамперед були нажахані дією вогнепальної зброї. Над головним храмом іцев було встановлено королівське знамено. Після цього знищено усіх ідолів і близько 20 храмів. 14 березня новій іспанській колонії надали ім'я Нуестра-Сеньйора де лос Ремедіос і Сан Пабло де Іца. Полонені правитель іцев Канек і верховний жрець Кін-Канек були навернені в християнську віру і отримали нові імена: дон Хосе Пабло Канек і дон Франсіско Ніколас Канек. Щоб зміцнити свою владу, конкістадори поспішили відвести обох знатних бранців до Мериди.

### Підкорення Східного Петену
У 1697 році іспанські загони після нетривалого опору підкорили міста мая-квох — Сакпетен, Ішлу та Топоште. Незабаром після цього виник конфлікт з мая-ялаїн, що не бажали виконувати важкі обов'язки з годування іспанських солдатів та представників колоніальної адміністрації. Зрештою у 1698 році цих мая було підкорено, а рештки самостійності ліквідовано.